# Heresiarches megaleudoxius
Heresiarches megaleudoxius är en stekelart som beskrevs av Heinrich 1970. Heresiarches megaleudoxius ingår i släktet Heresiarches, och familjen brokparasitsteklar. Inga underarter finns listade.